# Tarah Kayne
Tarah Kayne (ur. 28 kwietnia 1993 w Fort Myers) – amerykańska łyżwiarka figurowa, startująca w parach sportowych z Danielem O’Shea. Mistrzyni czterech kontynentów (2018), medalistka zawodów z cyklu Grand Prix i Challenger Series, mistrzyni Stanów Zjednoczonych (2016).

## Osiągnięcia

### Pary sportowe
Z Danielem O’Shea
| Zawody                           | 12–13          | 13–14          | 14–15          | 15–16          | 16–17          | 17–18          | 18–19          | 19–20          | 20–21          |                |                |                |                |                |                |                |                |
| Międzynarodowe                   | Międzynarodowe | Międzynarodowe | Międzynarodowe | Międzynarodowe | Międzynarodowe | Międzynarodowe | Międzynarodowe | Międzynarodowe | Międzynarodowe | Międzynarodowe | Międzynarodowe | Międzynarodowe | Międzynarodowe | Międzynarodowe | Międzynarodowe | Międzynarodowe | Międzynarodowe |
| -------------------------------- | -------------- | -------------- | -------------- | -------------- | -------------- | -------------- | -------------- | -------------- | -------------- | -------------- | -------------- | -------------- | -------------- | -------------- | -------------- | -------------- | -------------- |
| Mistrzostwa świata               |                |                |                | 13             |                | WD             |                |                |                |                |                |                |                |                |                |                |                |
| Mistrzostwa czterech kontynentów |                | 2              | 8              | 4              |                | 1              | 6              | 5              |                |                |                |                |                |                |                |                |                |
| GP Cup of China                  |                |                | WD             |                |                |                |                | 6              |                |                |                |                |                |                |                |                |                |
| GP NHK Trophy                    |                |                |                |                | 4              |                | 5              | 6              |                |                |                |                |                |                |                |                |                |
| GP Rostelecom Cup                |                |                | WD             | 4              |                |                |                |                |                |                |                |                |                |                |                |                |                |
| GP Skate America                 |                |                |                | 6              | 6              |                |                |                | 5              |                |                |                |                |                |                |                |                |
| GP Internationaux de France      |                |                |                |                |                |                | 2              |                |                |                |                |                |                |                |                |                |                |
| CS Finlandia Trophy              |                |                |                |                | 5              |                | 7              |                |                |                |                |                |                |                |                |                |                |
| CS Golden Spin of Zagreb         |                |                | 3              | 3              |                | 3              |                | 2              |                |                |                |                |                |                |                |                |                |
| CS Tallinn Trophy                |                |                |                |                |                |                | 2              |                |                |                |                |                |                |                |                |                |                |
| CS U.S. International Classic    |                |                |                | 1              |                |                |                | 4              |                |                |                |                |                |                |                |                |                |
| Ice Challenge                    |                | 3              |                |                |                |                |                |                |                |                |                |                |                |                |                |                |                |
| International Challenge Cup      | 2              |                |                |                |                |                |                |                |                |                |                |                |                |                |                |                |                |
| U.S. International Classic       |                | 3              |                |                |                |                |                |                |                |                |                |                |                |                |                |                |                |
| Krajowe                          |                |                |                |                |                |                |                |                |                |                |                |                |                |                |                |                |                |
| Mistrzostwa Stanów Zjednoczonych | 7              | 6              | 3              | 1              | WD             | 2              | 4              | 3              |                |                |                |                |                |                |                |                |                |
| Eastern Sectionals               | 1              |                |                |                |                |                |                |                |                |                |                |                |                |                |                |                |                |

### Solistki
| Eastern Sectionals       |     | 9 J |
| South Atlantic Regionals | 7 N | 4 J |

## Programy
Tarah Kayne / Daniel O’Shea
| Sezon   | Program krótki (SP) | Program dowolny (FS) |
| ------- | --- | --- |
| 2020–21 | - Clair de Lune – Claude Debussy choreografia: Randi Strong | - Carmen medley – Georges Bizet choreografia: Randi Strong                                                                     |
| 2019–20 | - Clair de Lune – Claude Debussy choreografia: Randi Strong - Sweet Dreams (Are Made of This) – Mark Hadley, Dresage, oryg. Eurythmics choreografia: Charlie White | - Les Misérables. Nędznicy medley – Claude-Michel Schönberg, Alain Boublil, Herbert Kretzmer choreografia: Pasquale Camerlengo |